# Linux International
Linux International (LI) ist eine gemeinnützige, internationale Organisation zur Förderung von Linux und Freier Software.

## Geschichte
Die Organisation Linux International fördert das Verständnis und den Gebrauch von Freier Software im ursprünglichen Sinn, als frei lizenzierte und zugleich quelloffene Software, auch genannt Free/Libre Open Source Software (FLOSS/FOSS), deren Quellcode jedem Benutzer z. B. zur Weiterentwicklung frei zugänglich ist. Freie Software bedeutet, dass Benutzer die Freiheit haben, die Software auszuführen, zu kopieren, zu verbreiten, zu untersuchen, zu ändern und auch zu verbessern.

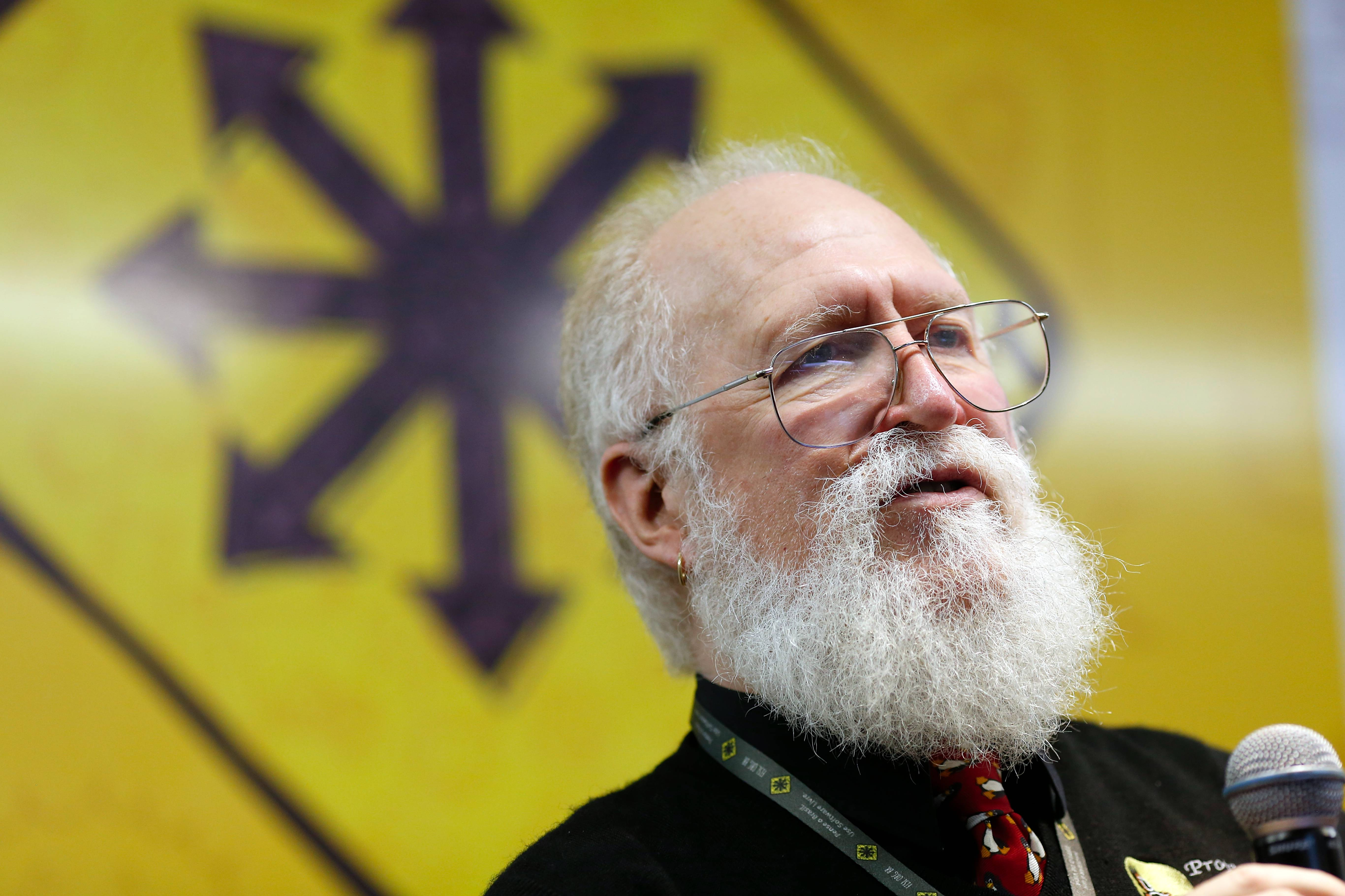
Jon „Maddog“ Hall, 2016

»Free software« is a matter of liberty, not price. »Free« as in »free speech«, not as in »free beer«.

„»Freie Software« ist eine Frage der Freiheit, nicht des Preises. »Frei« im Sinne von »Redefreiheit«, nicht im Sinne von »Freibier«“

Die Organisation vertritt den Standpunkt, dass quelloffene Software immer unter eine freie Lizenz gestellt sein sollte, und richtete sich gegen die kommerzielle Vermarktung von Open-Source-Software, deren freie Nutzung z. B. durch Lizenzierung einschränkt wird. Die Organisation unterstützt deshalb die Entwicklung und die Verbreitung des vollständig freien Betriebssystems Linux.
Linux International wird seit 1995 von dem US-amerikanischen Programmierer Jon „Maddog“ Hall geleitet. Er arbeitete ursprünglich als Systemadministrator bei den Bell Laboratories, der ehemaligen Forschungsabteilung der Telefongesellschaft AT&T. Hall nutzt, laut seiner offiziellen Biografie, seit 1977 Unix und seit 1994 Linux.

### Hintergründe

#### Unix
Das Unternehmen AT&T stellte sein eigenes Betriebssystem Unix inklusive Quellcode im Jahr 1975 als Research Unix für Universitäten zum Datenträger-Selbstkostenpreis zur Verfügung. Bereits ab der Version 6 begann das Unternehmen Unix kommerziell zu vermarkten und verlangte 200 US-Dollar von Universitäten und ansonsten 20.000 US-Dollar pro Lizenz. Die 1979 veröffentlichte Version 7 war das letzte Unix-Betriebssystem mit freiem Quellcode. Das stellte einen Wendepunkt in der Geschichte von Unix dar und begünstigte die Entwicklung von Unix-Derivaten wie der Berkeley Software Distribution (BSD) und unixähnlichen Systemen wie GNU/Linux.

#### BSD
1977 entstand die Unix-Distribution BSD an der Universität von Kalifornien in Berkeley (UCB) basierend auf der quelloffenen Unix Version 6 von AT&T. Diese war zunächst weiterhin quelloffen, bis das Unternehmen durch einen Rechtsstreit gegen die Universität 1992/1993 hohe Lizenzzahlungen einforderte, da ein Teil des Codes des BSD-Betriebssystems von AT&T stammte.

#### GNU-Projekt

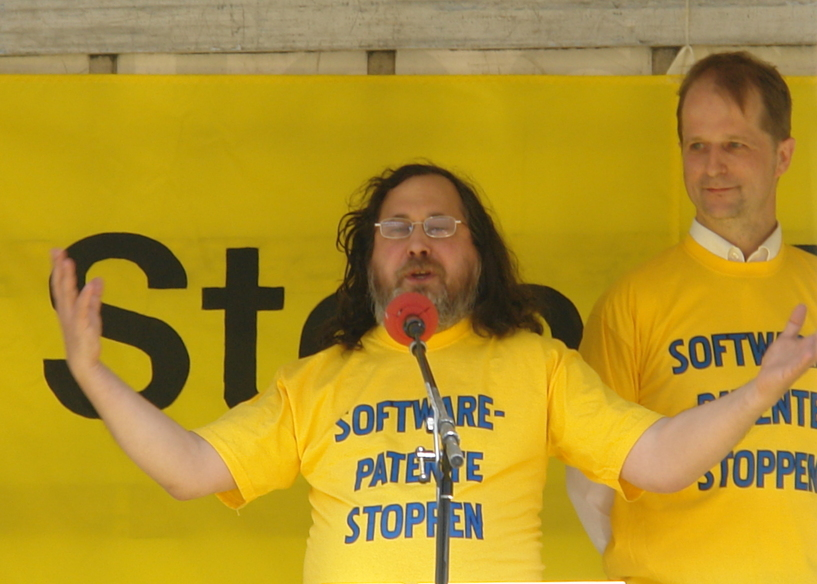
Richard M. Stallman (2005)

Ab dem Jahr 1980 war der Quellcode von AT&Ts Unix nicht mehr öffentlich zugänglich. Die Nichtverfügbarkeit des Quellcodes veranlasste Richard Stallman im Jahr 1983 das GNU-Projekt ins Leben zu rufen. Ziel des Projekts war die Schaffung eines freien Unix-kompatiblen Betriebssystems. Entwickelt wurden Anwendungen und Bibliotheken sowie der GNU-C-Compiler und der Betriebssystem-Kernel Hurd, dessen Fertigstellung sich allerdings über Jahre hinzog. Alle Entwicklungen des GNU-Projekts stehen unter der GNU General Public License (GPL), welche die Freiheitsrechte der Software sichert.

#### Linux
Im Jahr 1991 begann Linus Torvalds in Helsinki mit der Entwicklung eines Kernels, der später Linux genannt wurde. Der Linux-Kernel steht ebenfalls unter der GNU General Public License (GPL). Die freie Software des GNU-Projekts wird heute zusammen mit dem freien Linux-Kernel genutzt. Diese Kombination ist das GNU/Linux-Betriebssystem, das oft verkürzt Linux genannt wird. Linux ist ein vollständig freies Betriebssystem, weshalb Linux International die Entwicklung und die Verbreitung von Linux umfassend unterstützt.

#### Windows
Auch das Betriebssystem Windows profitierte von der Quelloffenheit von BSD. Im Quellcode von Windows 2000 wurde BSD‘s Internetprotokoll TCP/IP Stack verwendet und anschließend unter Verschluss gestellt. Linux International spricht sich gegen solche Vorgehensweisen aus.